# Salvador Juanpere Huguet
Salvador Juanpere Huguet (Vilaplana, Baix Camp, 1953) és un artista contemporani català. Proper als corrents conceptuals, els seus dibuixos, escultures o instal·lacions tenen un fort contingut formal i poètic i són una reflexió sobre el mateix procés creatiu, la metodologia de l'escultura i els oficis artístics, tot dins d'un joc d'ironies i de referències metalingüístiques. És un dels artistes més destacats de l'anomenada nova escultura catalana.

## Biografia
Salvador Juanpere s'inicia a Reus com a dibuixant i pintor. Es trasllada a Barcelona el 1976 per ingressar a la Facultat de Belles Arts, on coincideix amb artistes com Magí Baleta, Maria Carbonero, els germans Xavier i Ignasi Aballí, Jaume Plensa o Susana Solano. Forma part de la generació d'escultors que es donen a conèixer a la dècada dels vuitanta al Saló de Tardor de l'Ajuntament de Barcelona (1982 – 1983), en l'exposició Nova Escultura Catalana (1985), Escultura Ibérica Contemporánea (1986) i participa en l'exposició La Vanguardia de l'Escultura Catalana del Centre d'Art Santa Mònica de Barcelona (1989).
Salvador Juanpere ha alternat la seva carrera artística amb la de docent a l'Escola Massana de Barcelona (1987 – 2004) i al Departament d'Escultura de la Facultat de Belles Arts de la Universitat de Barcelona (2004 – 2018). Ha publicat diversos textos a diaris i revistes i el llibre Blog de treball (2009), una reflexió diarística sobre els seus processos de treball.
L'any 2015 ha estat nomenat Soci d'Honor del Centre de Lectura de Reus http://www.centrelectura.cat/revistadigital/?p=966

## Obra

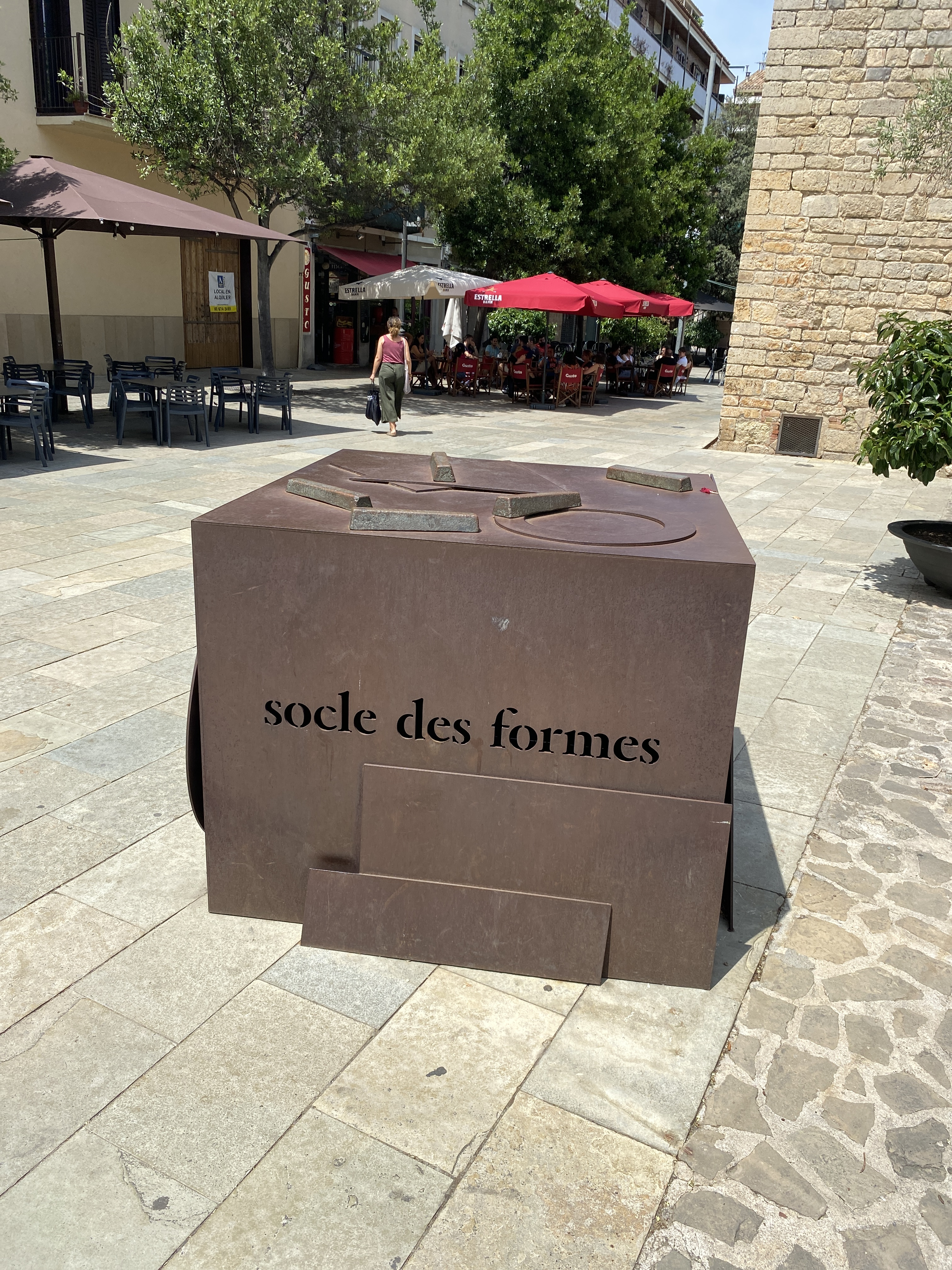
Escultura Socle des formes, a Sant Cugat del Vallès

L'obra de Juanpere arrela a la tradició escultòrica minimalista i a l'arte povera, per bé que més recentment ha treballat amb més intensitat la reflexió sobre el mateix fet i treball escultòric, que executa amb gran habilitat tècnica i que combina amb referències a grans figures de la història de l'escultura occidental, com Bernini, Constantin Brancusi, Joseph Beuys, Jorge Oteiza, Donald Judd o Giuseppe Penone.

## Exposicions
La seva obra es pot veure en diferents espais públics de Catalunya (Reus, Terrassa, Montornès del Vallès i Barcelona), com també a Kouvola (Finlàndia) i Kionggy (Corea del Sud). Té obra a diverses col·leccions públiques o privades com el Museu de Reus, el Museu d’Art Modern de Tarragona, el Museu d'Art Contemporani de Barcelona (MACBA), la Fundació La Caixa, la Fundació Art Triangle NY, la Fundació Suñol, la Fundació Vila Casas i a la col·lecció d'Art del Parlament Escocès.
Ha realitzat més de cent-cinquanta exposicions entre individuals i col·lectives, entre les quals cal ressaltar “Vestigis a l'Espai 10 de la Fundació Joan Miró,(1980),  “Paradigma” al Palau de la Virreina,de Barcelona (1997)); Nel mezzo del cammin”…”al Museu d'Art Modern de Tarragona;(2003), “Gli strumenti dell’arte” a la Fundació Vila Casas de Barcelona (2006), “Tributum” a la Real Academia de España a Roma (2011),”Sculptoris forma” al Museu del Monestir de Sant Cugat del Vallès (2014), “Imatge i semblança” al Museu de Montserrat (2019) i  a diverses galeries individual i col·lectivament.
Ha publicat el llibre “Blog de treball”, (Edicions del Centre de Lectura, 2009) una relfexió diarística dels seus processos de treball.

“La llarga trajectòria de Salvador Juanpere està marcada per fortes interrogacions sobre la raó d’ésser de l'escultura, que combina amb un gran respecte pels escultors agosarats que l’han precedit, dels quals extreu pensaments, comparteix idees sobre quin seria l’origen de la forma i especula amb ella, amb filòsofs i amb escriptors, sobre les complexitats d’aquest ofici. Amb l’objectiu de relativitzar la pretesa genialitat del quefer artístic, ha traçat un mapa conceptual de tot allò que l'envolta i fa aparèixer un interessant món subjacent al fet escultòric, que deixa de ser secundari per crear-ne imatges poètiques. A través d’un diàleg constant amb les eines, les peanyes, la matèria primera, la matèria sobrera o les paraules pensades aconsegueix donar categoria escultòrica tant als suports matèrics com als conceptuals, en tractar-los com a subjectes representables. El treball de Juanpere és un permanent elogi a la dualitat, intel·lectual i processual, intrínseca a la feina de taller.”

Extracte de “Salvador Juanpere. La veu de fons de l'escultura”
Teresa Blanch, historiadora de l’art i comissària. 2019